# Shanshan

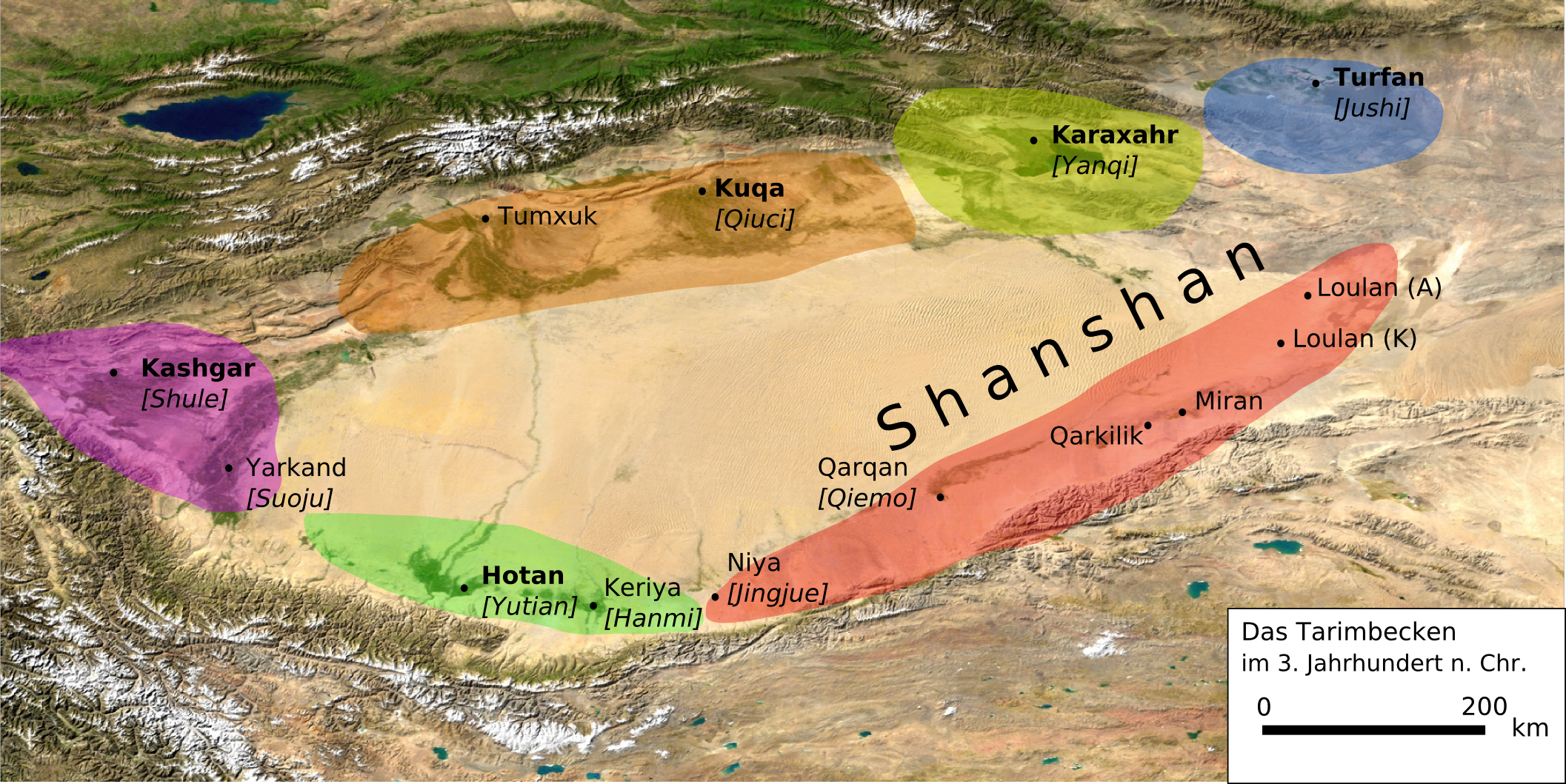
Shanshan (rot) und die anderen Staaten im Tarimbecken im 3. Jahrhundert n. Chr.

Das Königreich Shanshan (chinesisch 鄯善, Pinyin Shànshàn, Uigurisch پىچان Piqan) bestand in den ersten nachchristlichen Jahrhunderten im Südosten des Tarimbeckens im heutigen Uigurischen Autonomen Gebiet Xinjiang der Volksrepublik China. Sein Gebiet erstreckte sich auf einer Länge von etwa 750 km vom Lop Nor bis nach Niya zwischen dem Kunlun-Gebirge im Süden und der Wüste Taklamakan im Norden. Durch seine Lage an der Südroute der Seidenstraße spielte es eine bedeutende Rolle für den Handel Chinas mit dem Westen und dem damit verbundenen Kulturaustausch.

## Forschungsgeschichte
Aufgrund der Abgeschiedenheit Zentralasiens begann die wissenschaftliche Erforschung der Hinterlassenschaften Shanshans erst zu Beginn des 20. Jahrhunderts. 1900 erreichte der schwedische Geograf und Forschungsreisende Sven Hedin als erster Europäer das Gelände von Loulan und erforschte mehrere dortige Fundstellen. In den folgenden Jahren bereiste dann mehrmals der gebürtige Ungar Aurel Stein im Auftrag Großbritanniens die Fundstellen an der südlichen Seidenstraße. Auf ihn geht der größte Anteil der Funde und Grabungen im Gebiet Shanshans zurück. Gleichzeitig wurde Loulan zweimal von einer japanischen Expedition aufgesucht, die insbesondere mehrere Inschriften fand. In den folgenden Jahrzehnten ruhte die Feldforschung; erst im letzten Viertel des 20. Jahrhunderts führten chinesische Archäologen neue Grabungen insbesondere in Loulan durch.

## Fundorte
Obwohl Shanshan über eine Fläche von mindestens 75000 km² verfügte, beschränkt sich das tatsächliche Fundgebiet auf einige Oasen, die sich an vom Kunlun herabströmenden Flüssen befinden.

### Loulan
Das 1900 von dem schwedischen Forschungsreisenden Sven Hedin entdeckte Loulan am Westende des Lop Nor ist der östlichste Fundort Shanshans. Der Name Loulan (chinesisch 樓蘭 / 楼兰, Pinyin Lóulán) ist die chinesische Umschreibung eines einheimischen Ortsnamens, der in Kharosthi-Texten als Kroraina, im Sogdischen als krwrʾn, im Khotan-Sakischen als Raurana und in der Geographike Hyphegesis des griechischen Geografen Claudius Ptolemäus als Khaurana auftritt. Inwiefern der Ortsname Loulan mit dem ursprünglichen Namen Shanshans in Verbindung zu bringen ist, konnte bislang nicht endgültig geklärt werden. Das Gebiet von Loulan besteht aus zwei großen Ruinenfeldern. Bedeutendster Komplex in der nördlichen Gruppe ist eine viereckige Stadtanlage (L.A.); in ihrer Umgebung finden sich verschiedene unbefestigte Siedlungen, teilweise mit kunstgeschichtlich höchst bedeutsamen buddhistischen Schreinen, mehrere Gräberfelder sowie zwei kleinere Festungsanlagen (L.E. und L.F.). Radiokarbondatierungen zeigten, dass L.A. erst im 1. Jahrhundert entstand. Ungefähr 40 Kilometer südwestlich befindet sich ein weiterer Fundkomplex, in dem sich ebenfalls eine befestigte Stadt (L.K.), eine kleine Festung (L.L.) sowie eine unbefestigte Siedlung (L.M.) fand.

### Weitere Fundorte
Weitere Fundorte im Gebiet Shanshans sind die Oasen von Miran, Qakilik, Qarqan, Endere und Niya. Während sich in Qarqan, Endere und besonders Qakilik nur unbedeutende Ruinen aus der fraglichen Zeit finden, stellen Niya und Miran wesentlich bedeutsamere Fundorte dar. In Miran entdeckte Aurel Stein insbesondere 16 Stupas mit Rotunde, dazu kommt eine buddhistische Klosteranlage (M II), ein Tempel (M XV), zwei turmartige Bauten sowie eine im 8. Jahrhundert, also erst nach dem Ende Shanshans errichtete tibetische Festung. Niya ist der westlichste Fundort Shanshans. Hier wurden über 40 Fundstellen registriert, unter denen sich eine größere unbefestigte Siedlung, ein Stupa und einzelne weitere sakrale Bauwerke befinden. Von überragender Bedeutung für die Erforschung Shanshans ist der Gebäudekomplex N. V., in dem mehrere hundert Kharosthi-Texte entdeckt wurden. Auch aus kunstgeschichtlicher Sicht ist Niya von herausragender Bedeutung.

### Lage der Hauptstadt
Die Lage der Hauptstadt oder der Hauptstädte Shanshans und seines Vorgängers Loulan ist bislang nicht eindeutig geklärt. In den chinesischen Quellen wird sie im Zusammenhang mit den Ereignissen um 77 v. Chr. als 扞泥 hànní oder 扜泥 yūní bezeichnet, was jedoch keine eindeutige Lokalisierung erlaubt. Auch die Kharosthi-Texte geben keinen Hinweis auf die Lage des Königssitzes. Daher ist die Lokalisierung der Hauptstadt umstritten; in der Diskussion werden jedoch hauptsächlich das nördliche oder das südliche Loulan, Miran, Qarqan oder Qakilik in Betracht gezogen.

## Quellen

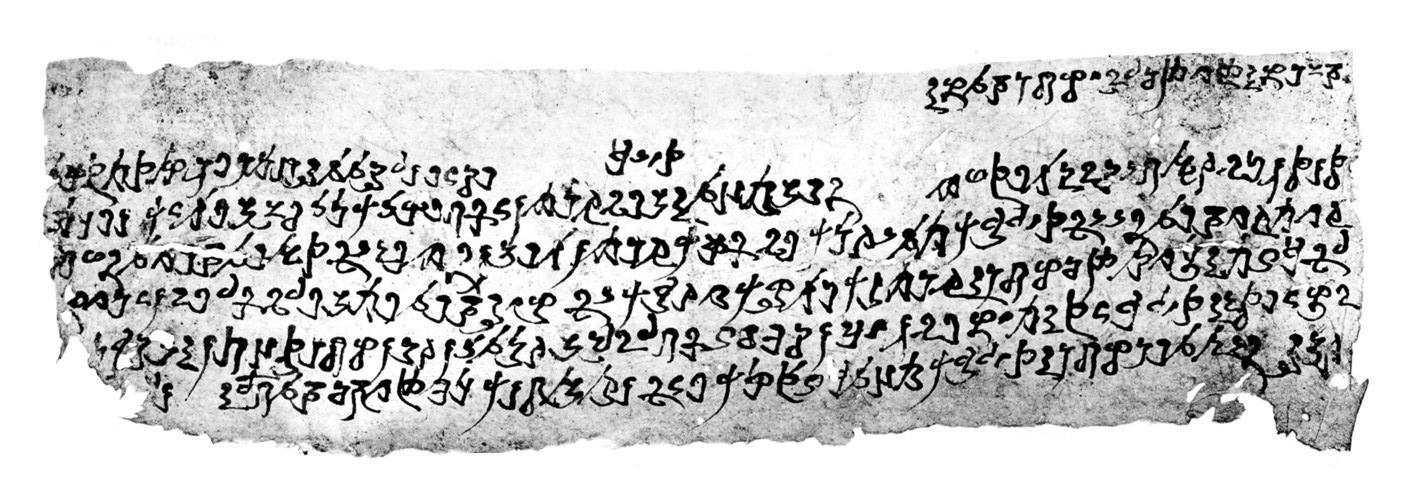
Holztäfelchen mit Kharosthi-Beschriftung

## Geschichte

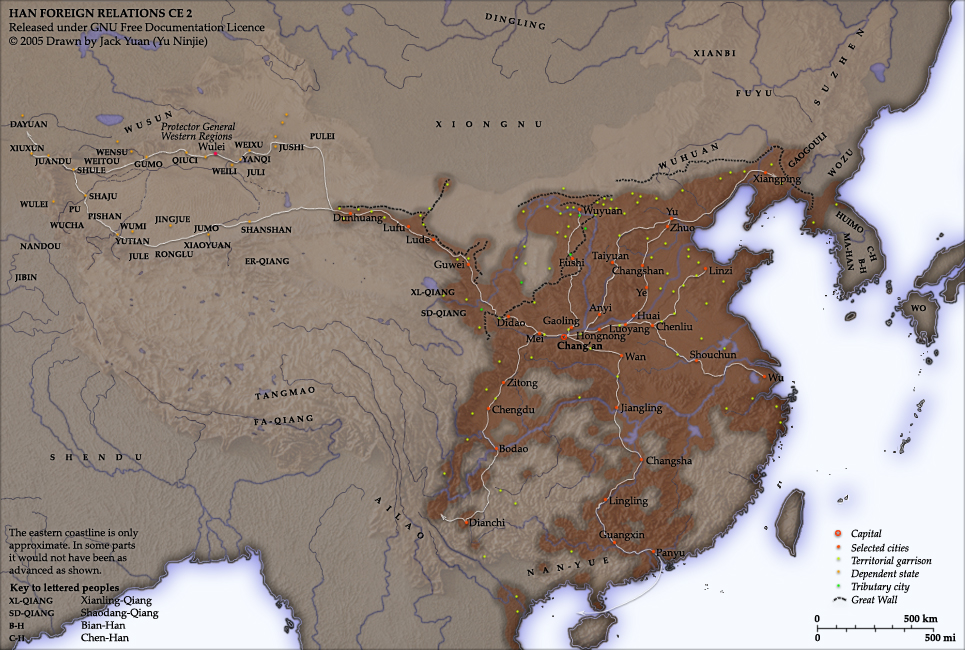
Das Tarimbecken als Randbereich des Han-Reiches

Zeit und Umstände der Entstehung Shanshans wie sind ebenso wie in den anderen gleichzeitigen Königreichen im Tarimbecken ungesichert. In chinesischen Quellen tritt Shanshan erstmals im Zusammenhang mit Kaiser Han Wudis Westpolitik in Erscheinung. Damals trug das Reich noch – ebenso wie seine östlichste Stadt – den Namen Loulan. Aufgrund von Loulans Beziehungen zu den Xiongnu kam es zu politischen Spannungen mit China, deren Eskalation der König von Loulan zunächst noch abwenden konnte. Um den Frieden zu sichern, nahmen sowohl China als auch die Xiongnu Söhne des loulanischen Königs als Geiseln. Nach dessen Tod im Jahre 92 v. Chr. erhoben beide Söhne Anspruch auf den Thron, in diesem Konflikt siegte schließlich der bei den Xiongnu aufgewachsene Sohn. Dies führte schließlich 77 v. Chr. zur Eskalation des Konflikts: China ließ den König Changgui/Angui ermorden. Der bei den Chinesen aufgewachsene Bruder Changguis, Weituqi, wurde als König eingesetzt und der Name des Reiches in Shanshan geändert. Einige Forscher glauben, dass damit auch eine Verlegung der Hauptstadt einherging. Auf Bitten Weituqis wurde in Yixun, möglicherweise Miran, eine chinesische Kolonie errichtet, die den Frieden in Shanshan sichern sollte und von einem Marschall bzw. später einem Kommandanten verwaltet wurde. 45 n. Chr. kam es zum Konflikt mit dem aufstrebenden König Xian von Yarkant, der Shanshan eine empfindliche Niederlage zufügen konnte. Gemäß dem Bericht des Hou Hanshu dehnte Shanshan nach dem vorübergehenden Ende der chinesischen Vorherrschaft über das Tarimbecken sein Gebiet im weiteren Verlauf des 1. Jahrhunderts n. Chr. jedoch durch die Eroberung der Orte Xiao Yuan, Niya, Ronglu und Qarqan beträchtlich nach Westen aus.
Ab 73 n. Chr. unternahm der berühmte chinesische General Ban Chao mehrere Feldzüge, um das Tarimbecken zurückzuerobern, wobei es ihm bereits zu Beginn gelang, die chinesische Kontrolle über Shanshan zu sichern. Auch im Zuge von Ban Yongs Feldzug gegen Turfan 123 n. Chr. wurden in Shanshan Truppen stationiert. Besonders stark wurde die Abhängigkeit von China im 3. Jahrhundert, als die Westliche Jin-Dynastie in der Stadt Loulan einen Militärstützpunkt errichtete. Aus dieser Zeit stammen zahlreiche offizielle chinesische Dokumente, die die starke Position Chinas auch in zivilen Angelegenheiten demonstrieren, wenngleich der König von Shanshan weiterhin souverän blieb. Diese Zeit stellt gleichzeitig aber auch die große Blütezeit Shanshans dar. Jedoch nahm die Anzahl chinesischer Dokumente seit 300 beträchtlich ab, das letzte Dokument aus dem Jahr 330 benutzt dabei eine zu diesem Zeitpunkt bereits veraltete Datierung, was auf eine Isolation Shanshans von China deuten könnte.
Shanshan erscheint erneut in chinesischen Quellen im Jahre 441, als die Chinesen König Bilong vertrieben, der daraufhin nach Qarqan, das offenbar nicht mehr zu Shanshan gehörte, floh. 445 wurde Shanshan dann von den nördlichen Wei erobert. Von da an scheint Shanshans politische Selbstständigkeit endgültig beendet gewesen zu sein.

## Kunst
Wie die gesamte Kultur Shanshans war die Kunst tief in der buddhistischen Kultur Gandharas verwurzelt. Aufgrund der räumlichen Nähe zu Europa und den eurasischen Steppen finden sich jedoch auch Einflüsse der hellenistischen und der skythischen Kunst.

### Architektur
An Gebäuden sind sowohl sakrale als auch profane Bauten bekannt. Zu nennen sind unter den Profanbauten besonders aus luftgetrockneten Lehmziegeln errichtete Wohngebäude sowie verschiedene Befestigungsanlagen aus Loulan.

Schrein M III mit Stupa. Oben: Aufriss des Stupa; unten: Grundriss

Der vorherrschende Typ von Sakralbauten war an der südlichen Seidenstraße der Stupa. In Shanshan besaßen die meisten Stupas einen mehrstufigen, im Grundriss quadratischen, Sockel mit einer Höhe von 2,5 bis 8 Metern. Darüber erhob sich eine meist zylindrische, einmal auch achteckige, Trommel, deren oberer Abschluss teilweise halbkugelförmig, teilweise auch flacher oder angespitzt war. In mehreren Schreinen aus Miran befinden sich dagegen eher untypische Stupas mit rundem Sockel.

### Wandmalereien
Während sich an der nördlichen Seidenstraße in den dortigen Höhlentempeln gute Erhaltungsbedingungen für Wandmalereien bieten, ist die Fundlage in Shanshan wesentlich schlechter. Die bedeutendsten Reste stammen aus zwei runden Schreinen in Miran (M III und M V). Die Fresken aus beiden Schreinen zeigen in Stil, Aufbau und Motiven große Ähnlichkeiten und können daher gemeinsam dargestellt werden.

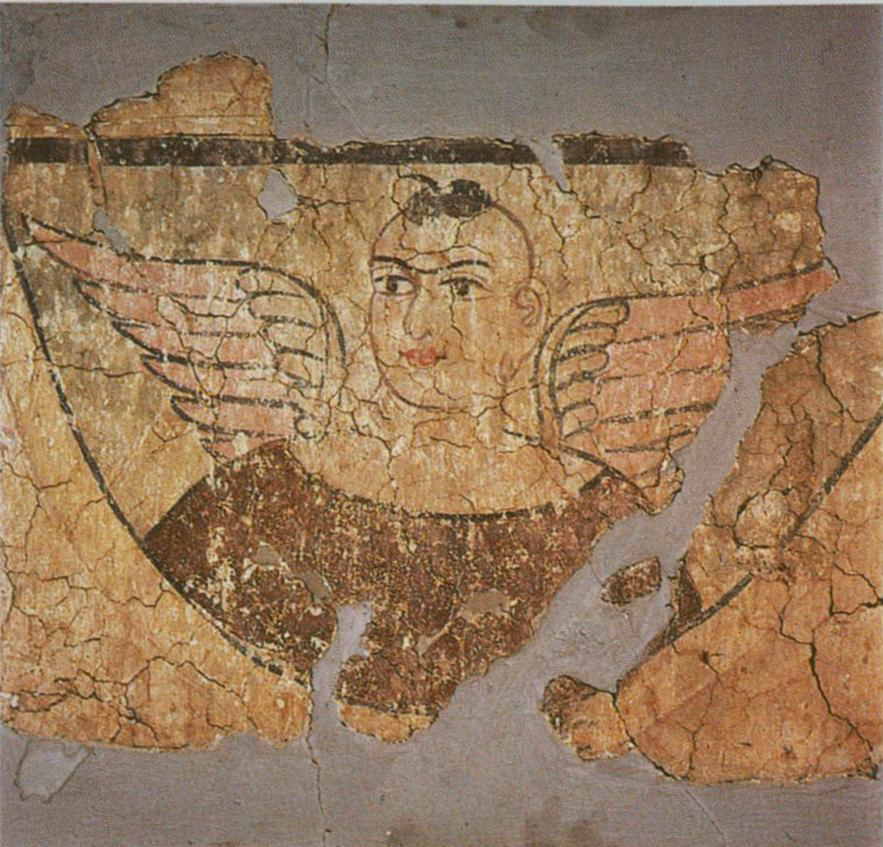
Girlandenfries mit geflügeltem Menschen

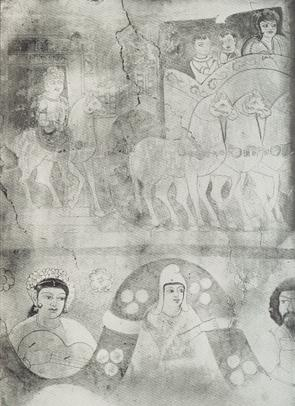
Girlandenfries und Vischvantara-Legende

Der unterste Fries zeigt jeweils eine mit Blüten verzierte Girlande, die von teils nackten, teils bekleideten jugendlichen Figuren getragen wird. Ihre Bögen enthalten geflügelte Menschen in Dreiviertelperspektive, aber auch unterschiedliche Figuren, die sich durch Geschlecht, Alter, Gesten und Gegenstände, die sie in den Händen halten, unterscheiden. Ein Band trennt davon den Mittelfries ab, auf dem ebenso wie auf dem obersten Fries verschiedene, offenbar meist buddhistische Szenen mit Menschen, Tieren und Gebäuden zu sehen sind.
Der Stil der Malereien ist sehr einheitlich: die Gesichter sind rundlich, ein wenig länglich und weich. Der Hals ist dick und zylindrisch, oft mit drei horizontalen Falten, dargestellt. Die Augen sind weit geöffnet und groß, die Nasen dagegen etwas kurz. Der Mund ist groß und zeigt eine rundliche, weiche Form. Die Gewänder sind glatt und zeigen keinen Faltenwurf. Insgesamt findet sich also ein sehr realistischer, einfacher, schlichter und klarer Stil.
Die Malereien aus M III und M V wurden in Tempera auf einer aus Ton und Schilf hergestelltem Stuckgrundlage gemalt. Die Konturen sind als dicke Linie ausgeführt, die Flächen wurden offensichtlich teilweise nicht ausgemalt und haben somit die gleiche Farbe wie der stets einfarbige Hintergrund. Zur Imitation von Schatten wurde Wasser eingesetzt, besonders helle Bereiche dagegen wurden anschließend mit heller Farbe übermalt.

### Holzschnitzereien

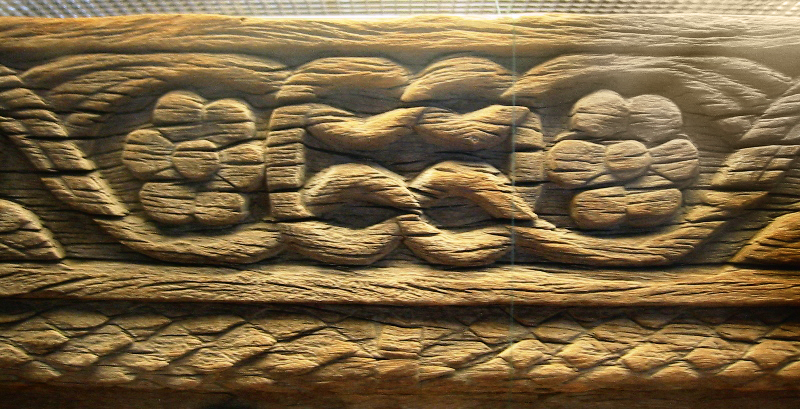
Verzierter Holzbalken aus Loulan

In mehreren Wohn- und Sakralbauten in Niya und Loulan kamen Holzschnitzereien zum Vorschein; unter ihnen finden sich sowohl Möbelstücke als auch verschiedene Gebäudeteile, die mit geschnitzten Reliefs verziert wurden. Beliebte Motive sind verschiedene Pflanzen, beispielsweise Lotusblumen oder Rosetten, und drachenähnliche, geflügelte Ungeheuer, deren Präsenz sich möglicherweise auf skythischen Einfluss zurückführen lässt. Gelegentlich treten auch architektonische sowie rein geometrische Motive auf. Ein Paar von Stuhlbeinen aus Niya sowie eine Holstatuette aus Loulan zeigt sogar menschliche Figuren.

### Textilien

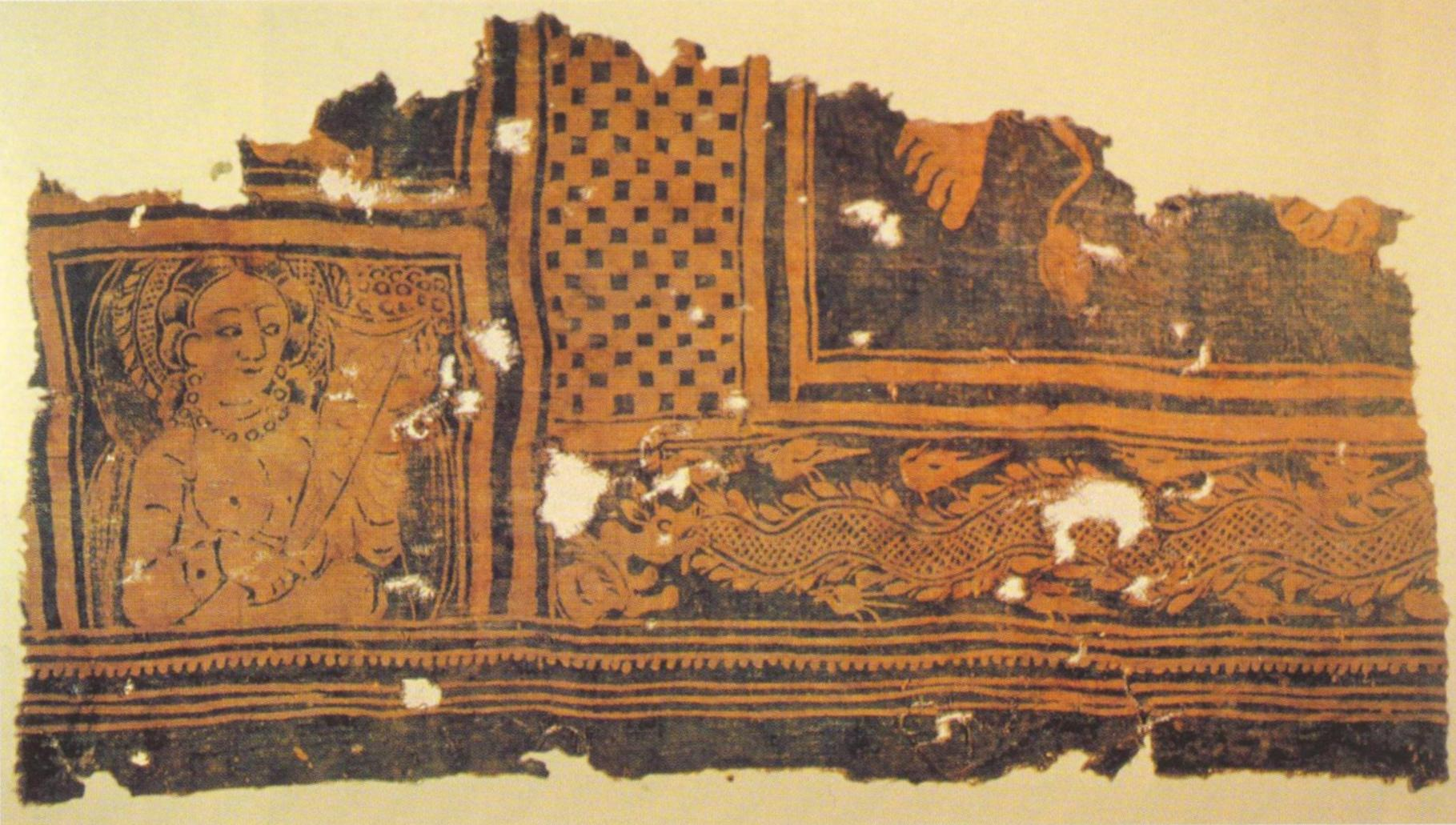
Fragment einer Seide-Batik aus Niya

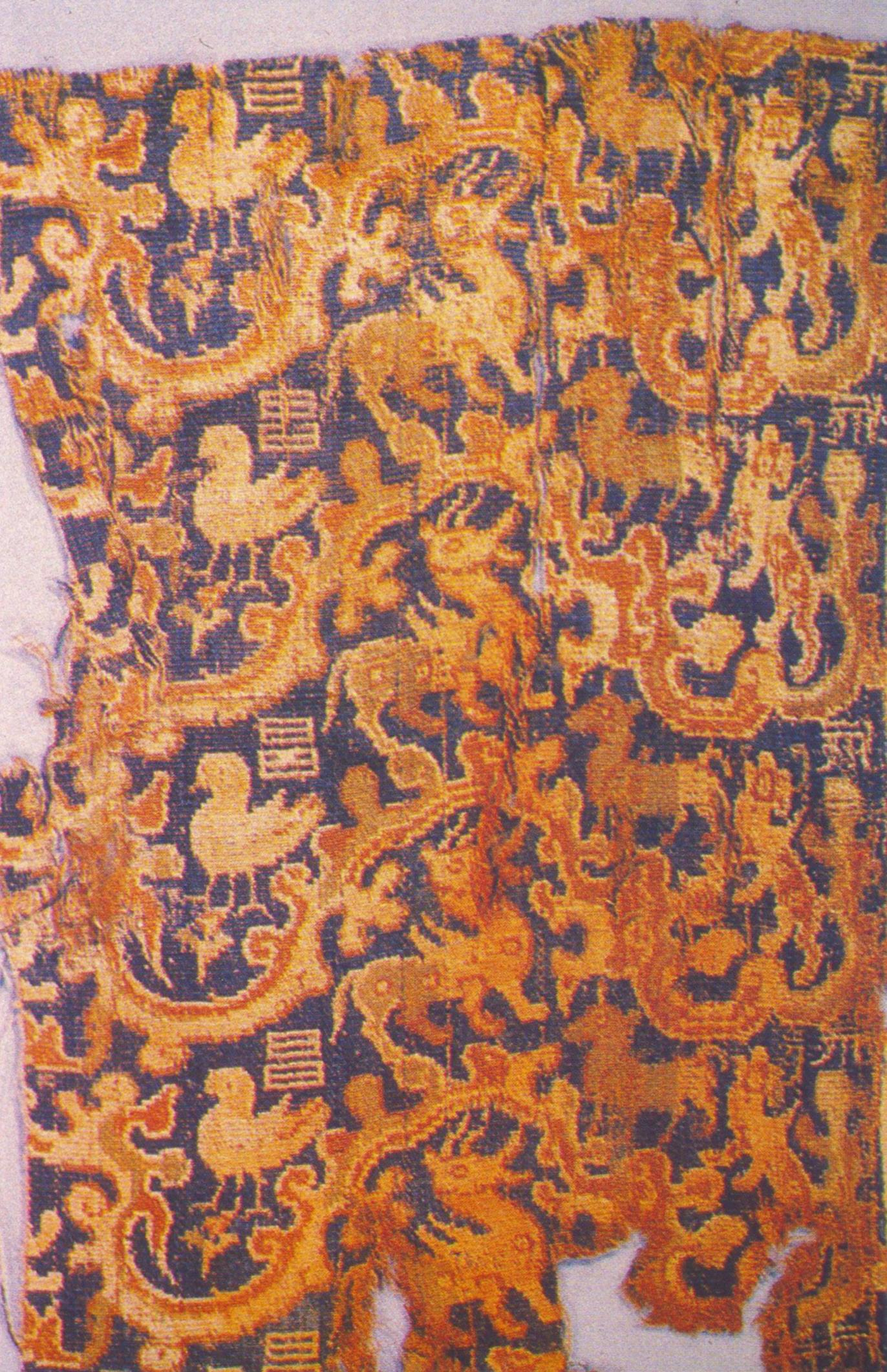
Seidenfragment aus Loulan

Bedeutende Textilfunde wurden bislang in Niya und Loulan gemacht. Einige Textilien zeigen deutliche Bezüge zu anderen Funden aus der nördlichen Peripherie des Han-zeitlichen Chinas. Unter diesen Stücken ragt eine seidene Männerjacke aus Niya besonders hervor. Sie ist mit regelmäßigen Mustern und chinesischen Schriftzügen reich verziert.
Es finden sich jedoch auch Textilreste mit starkem hellenistischem Einfluss, darunter beispielsweise ein Wollefragment aus Loulan, das Hermes mit Hermesstab zeigt, und ein in Batik-Technik ausgeführtes Seidefragment aus Niya (siehe Bild links), auf dem sich verschiedene Motive finden: geometrische Muster, eine Göttin, ein drachenartiges Wesen und menschliche Füße. Die menschlichen Figuren zeigen sowohl buddhistischen als auch hellenistischen Einfluss, die geometrischen Elemente hingegen zeigen deutliche Beziehungen zu den Wandmalereien aus Miran und Holzschnitzarbeiten aus Niya.

## Wirtschaft
Aufgrund der lückenhaften archäologischen Fundsituation stellen die Schriftquellen die Hauptquelle für die Wirtschaft Shanshans dar. Das chinesische Hanshu schreibt in Kapitel 96a:
Das Land ist sandig und salzig, es hat wenige Felder, es bezieht Getreide und landwirtschaftliche Produkte von seinen Nachbarstaaten. Das Land stellt Jade, sehr viel Schilf, chinesische Tamarisken, hutong-Bäume, und weißes Gras her. Das Volk zieht mit seinen Herden und folgt Wasser und Gras. Es hat Esel, Pferde und viele Kamele.
Wenngleich aufgrund anderer Quellen durchaus von Ackerbau in Shanshan auszugehen ist, beruhte die Wirtschaft doch stark auf der Viehzucht. Aufgrund der Lage an der Seidenstraße war daneben auch eine Beteiligung am Ost-West-Handel möglich, was durch Funde chinesischer und hellenistisch-römischer Ware bestätigt wird. Als Zahlungsmittel sind durch archäologische Funde chinesische Münzen des Wu-Zhu-Typs und einheimische Prägungen mit Kharosthi-Beschriftung belegt.

## Religion
Über die ursprüngliche Religion Shanshans ist nichts bekannt. Vermutlich seit dem 1. Jahrhundert n. Chr. war der Buddhismus in Shanshan wenigstens die vorherrschende Religion. Dies ergibt sich nicht zuletzt aus den zahllosen buddhistischen Schreinen und Stupas sowie der buddhistischen Prägung der erhaltenen Kunstwerke. Gemäß dem Bericht des chinesischen Pilgers Faxian, der Shanshan 399 n. Chr. besuchte, lebten hier zu dieser Zeit 4000 buddhistische Mönche, die dem Hinayana-Buddhismus folgten. Das Zentrum der buddhistischen Gemeinschaft (Sangha) in Shanshan befand sich im 3. Jahrhundert in Kroraina/Loulan.

## Könige
Die Namen und Regierungszeiten der Könige von Shanshan lassen sich nur lückenhaft rekonstruieren, zumal sich die aus chinesischen Quellen bekannten Herrscher schwer mit Namen aus Kharosthi-Texten identifizieren lassen.
Mindestens die folgenden Könige werden in chinesischen Quellen erwähnt:
| Pinyin         | Chinesisch | Datierung       |
| -------------- | ---------- | --------------- |
| Changgui/Angui | 嘗歸/安歸  | 92–77 v. Chr.   |
| Weituqi        | 尉屠耆     | ab 77 v. Chr.   |
| An             | 安         | um 40 n. Chr.   |
| Guang          | 廣         | um 75 n. Chr.   |
| You Huan       | 尤還       | um 123 n. Chr.  |
| Yuan Meng      | 元孟       | um 330 n. Chr.  |
| Xiumito        | 休密馱     | um 383 n. Chr.  |
| Bilong         | 比龍       | bis 441 n. Chr. |
| Zhenda         | 真達       | 441–445 n. Chr. |

In den Kharosthi-Texten aus Shanshan werden die folgenden Könige erwähnt (ihre Reihenfolge ist nicht bekannt):
- Tomgraka
- Tajaka
- Pepiya
- Amgvaka
- Mahiri
- Vasmana (=Yuan Meng?)